# Леонов, Фёдор Алексеевич
Фёдор Алексеевич Леонов (7 июля 1902, Брянск — 27 июля 1975, там же) — советский военный деятель, полковник (29.10.1939).

## Биография
Родился 7 июля 1902 года в Брянске. Русский.
До службы а армии работал сотрудником городской милиции Брянска, с декабря 1923 года — архивариусом Брянского губернского финансового отдела.

## Военная служба
28 октября 1924 года Бежицким РВК призван в РККА и направлен в 27-й артиллерийский полк 4-го стрелкового корпуса ЗапВО в городе Витебск, где окончил полковую школу и в октябре 1925 года переведен в 4 отдельный артиллерийский дивизион в котором проходил службу на должностях: помощник командира и врид командира взвода, старшина батареи.
В сентябре 1928 года направлен на обучение в Сумскую артиллерийскую школу, после окончания учебы в июле 1930 года был направлен в 12-й артиллерийский полк 12-й стрелковой им. Сибревкома дивизии (г. Омск), в котором проходил службу на должностях: командир огневого и учебного взвода, командир батареи одногодичников. В 1934 году вместе с дивизией убыл в ОКДВА (г. Благовещенск), с сентября 1935 года командир капонирной батареи в составе Полтавского УРа Приморской группы войск ОКДВА.
С ноября 1935 года служил в 59-м артиллерийском полку 59-й стрелковой дивизии на должностях: командира учебной батареи, помощника начальника штаба полка и начальника полковой школы. С ноября 1937 года исполнял должность начальника артиллерийского снабжения дивизии. С июня 1938 года майор Леонов командир 59-го гаубичного артиллерийского полка 59-й сд 1-й отдельной Краснознаменной армии.
В сентябре 1938 года переведен на остров Сахалин начальником артиллерии 79-й стрелковой дивизии 2-й отдельной Краснознаменной армии. Член ВКП(б) с 1938 года.
С 6 декабря 1940 года учился в Москве на курсах при Артиллерийской академии РККА.
в мае 1941 года назначен начальником артиллерии только что сформированной 200-й стрелковой дивизии КОВО

### Великая Отечественная война
С началом войны дивизия 31-го стрелкового корпуса 5-й армии принимала участие а приграничном сражении на Юго-Западном фронте, затем в Киевской оборонительной операции.
С 14 октября полковник Леонов — начальник артиллерии 226-й стрелковой дивизии, которая в составе 21-й армии Юго-Западного фронта вела бои северо-западнее Волчанска, под Шебекино и Белгородом.
С января 1942 года назначен начальником артиллерии 153-й стрелковой дивизии. В середине июля дивизия в составе 63-й армии прибыла на Сталинградский фронт, заняла оборону по левому берегу реки Дон в районе станиц Казанская и Вёшенская. В начале декабря дивизия вошла в состав вновь сформированной 1-й гвардейской армии Юго-Западного фронта и участвовала в Среднедонской наступательной операции. За проявленную отвагу в боях за Отечество, за стойкость, мужество, дисциплину и организованность, за героизм личного состава приказом НКО СССР от 31 декабря 1942 года дивизия преобразована в 57-ю гвардейскую стрелковую дивизию.
С 18 января 1943 года назначен командующим артиллерией 15-го стрелкового корпуса. Его части в составе 6-й армии Юго-Западного фронта участвовали в Ворошиловоградской наступательной операции, в освобождении городов Купянск и Балаклея. За героизм в боях, корпус 16 апреля 1943 года был преобразован в 28-й гвардейский.
В дальнейшем артиллеристы корпуса под командованием Леонова в составе 8-й гвардейской армии Юго-Западного (с 20 октября — 3-го Украинского) фронта участвовали в Донбасской, Запорожской, Днепропетровской наступательных операциях и в наступлении на Криворожском направлении. В ходе Никопольско-Криворожской наступательной операции 14 февраля 1944 года в районе Большая Костромка (южнее Апостолово) при отражении атаки частей 17-й немецкой танковой дивизии в рукопашном бою с вражескими автоматчиками полковник Леонов был тяжело ранен, однако остался в строю. Огнем прямой наводкой реактивных минометов и орудий было отбито десять контратак, затем противник был отброшен на десять километров.
В июле 1944 года назначен командующим артиллерией — заместителем командующего и членом Военного совета 67-й армии 3-го Прибалтийского фронта.
В декабре 1944 года был назначен командиром 26-й артиллерийской Сивашской дважды Краснознаменной дивизии РГК 2-го Белорусского фронта, которая принимала участие в Восточно-Прусской, Восточно-Померанской и Берлинской наступательных операциях, за боевые отличия она получила почетное наименование Штеттинская и была награждена орденом Суворова 2-й ст.
За время войны полковник Леонов был 13 раз персонально упомянут в благодарственных в приказах Верховного Главнокомандующего.

### Послевоенное время
После войны полковник Леонов продолжал командовать этой дивизией, которая дислоцировалась в Северной группе войск.
В январе 1946 года переведен на должность командира 150-й пушечной артиллерийской бригады 37-й пушечной артиллерийской дивизии РГК.
4 октября 1946 года полковник Леонов уволен в запас.

## Награды
- три ордена Красного Знамени (22.02.1943[3], 02.05.1944[4], 03.11.1944[5])
- орден Суворова II степени (29.05.1945)[6]
- орден Александра Невского (03.10.1943)[7]

медали в том числе:
- - «За оборону Сталинграда»
  - «За оборону Киева»
  - «За победу над Германией в Великой Отечественной войне 1941—1945 гг.»
  - «За взятие Кёнигсберга»

Приказы (благодарности) Верховного Главнокомандующего в которых отмечен Ф. А. Леонов.
- За овладение штурмом городом Остров — крупным узлом коммуникаций и мощным опорным пунктом обороны немцев, прикрывающим пути к центральным районам Прибалтики. 21 июля 1944 года. № 144.
- За овладение штурмом городом и крупным железнодорожным узлом Псков — мощным опорным пунктом обороны немцев, прикрывающим пути к южным районам Эстонии. 23 июля 1944 года. № 147.
- За овладение штурмом городом и крупным узлом коммуникаций Тарту (Юрьев-Дерпт) — важным опорным пунктом обороны немцев, прикрывающим пути к центральным районам Эстонии. 25 августа 1944 года № 175.
- За овладение городом и крупным железнодорожным узлом Валга — мощным опорным пунктом обороны немцев в южной части Эстонии. 19 сентября 1944 года. № 188.
- За овладение городами Хойнице (Конитц) и Тухоля (Тухель) — крупными узлами коммуникаций и сильными опорными пунктами обороны немцев в западной части Польши. 15 февраля 1945 года. № 280.
- За овладение городами Шлохау, Штегерс, Хаммерштайн, Бальденберг, Бублид — важными узлами коммуникаций и сильными опорными пунктами обороны немцев. 27 февраля 1945 года. № 285
- За овладение городами Бытув (Бютов) и Косьцежина (Берент) — важными узлами железных и шоссейных дорог и сильными опорными пунктами обороны немцев на путях к Данцигу. 8 марта 1945 года. № 296.
- За овладение важными узлами железных и шоссейных дорог — городами Лауенбург и Картузы (Картхауз). 10 марта 1945 года. № 298.
- За овладение городом и крепостью Гданьск (Данциг) — важнейшим портом и первоклассной военно-морской базой немцев на Балтийском море. 30 марта 1945 года. № 319.
- За форсирование восточного и западного Одера южнее Штеттина, прорыв сильно укрепленную оборону немцев на западном берегу Одера и овладение главным городом Померании и крупным морским портом Штеттин, а также занятие городов Гартц, Пенкун, Казеков, Шведт. 26 апреля 1945 года. № 344.
- За овладение городами Грайфсвальд, Трептов, Нойштрелитц, Фюрстенберг, Гранзее — важными узлами дорог в северо-западной части Померании и в Мекленбурге. 30 апреля 1945 года. № 352.
- За овладение городами Штральзунд, Гриммен, Деммин, Мальхин, Варен, Везенберг — важными узлами дорог и сильными опорными пунктами обороны немцев. 1 мая 1945 года. № 354.
- За овладение городами Барт, Бад-Доберан, Нойбуков, Варин, Виттенберге и за соединение на линии Висмар — Виттенберге с союзными нам английскими войсками. 3 мая 1945 года. № 360